# Joshua ben Perachyah
El Rabino Joshua ben Perachyah (en hebreo: יהושע בן פרחיה) también llamado Yehoshua Ben Perachia, fue el Nasí del Sanedrín durante la segunda mitad del siglo segundo antes de Cristo. El Rabino Joshua y su amigo, el Rabino Nittai de Arbela, fueron el segundo par de sabios judíos (zugot ) que recibieron y transmitieron la tradición judía.

## Historia
Durante la persecución de los fariseos por parte del Rey Juan Hircano I (nacido en el año 134 antes de Cristo - fallecido en el año 104 antes de Cristo), el Rabino Joshua fue depuesto como Nasí. Según el Talmud, fue durante la persecución de los fariseos, entre los años 88 y 76 antes de Cristo, por parte de los reyes Alejandro Janneo y Juan Hircano I. debido a la persecución el Rabino Joshua huyó a la ciudad de Alejandría, ubicada en la nación de Egipto, Joshua regresó a Jerusalén cuando las persecuciones cesaron, y los fariseos triunfaron de nuevo sobre los saduceos.